# Huitoto Murui
Huitoto Murui (Murui, Búe), pleme američkih Indijanaca porodice Huitotoan naseljeni u Kolumbiji, Peruu i Brazilu. Ukupno oko 2,800 pripadnika, od čega 1,900 u Kolumbiji na rijekama Caraparana, Putumayo i Leticia; 1,000 u Peruu u departmanu Loreto na rijekama Ampiyacu, Putumayo i Napo. Na području Brazila žive u državi Amazonas na rezervatima AI Méria (općina Alvarães, s plemenom Miranha i drugima); AI Miratu (općina Uarini, s Miranha i drugima); i u Santa Cruzu u općini Tefé, također s Miranha Indijancima. Njihov jezik murui u Peruu je jedan od službenih jezika